# Harry Voigt
Harry Karl Wilhelm Voigt (ur. 15 czerwca 1913 w Charlottenburgu, zm. 29 października 1986 w Barver w powiecie Diepholz) – niemiecki lekkoatleta sprinter, medalista olimpijski i mistrz mistrzostw Europy.
Specjalizował się w biegu na 400 metrów. Na mistrzostwach Europy w 1934 w Turynie zdobył złoty medal w sztafecie 4 × 400 metrów (biegli w niej: Helmut Hamann, Hans Scheele, Voigt i Adolf Metzner). Na igrzyskach olimpijskich w 1936 w Berlinie zdobył brązowy medal w sztafecie 4 × 400 metrów (w składzie: Hamann, Friedrich von Stülpnagel, Voigt i Rudolf Harbig). W obu tych startach niemiecka sztafeta poprawiała rekord kraju.
Voigt był mistrzem Niemiec na 400 metrów w 1933 i wicemistrzem na tym dystansie w 1936.